# 霍滕 (什帕尼夫市镇)
50°42′26″N 26°13′30″E / 50.70722°N 26.22500°E

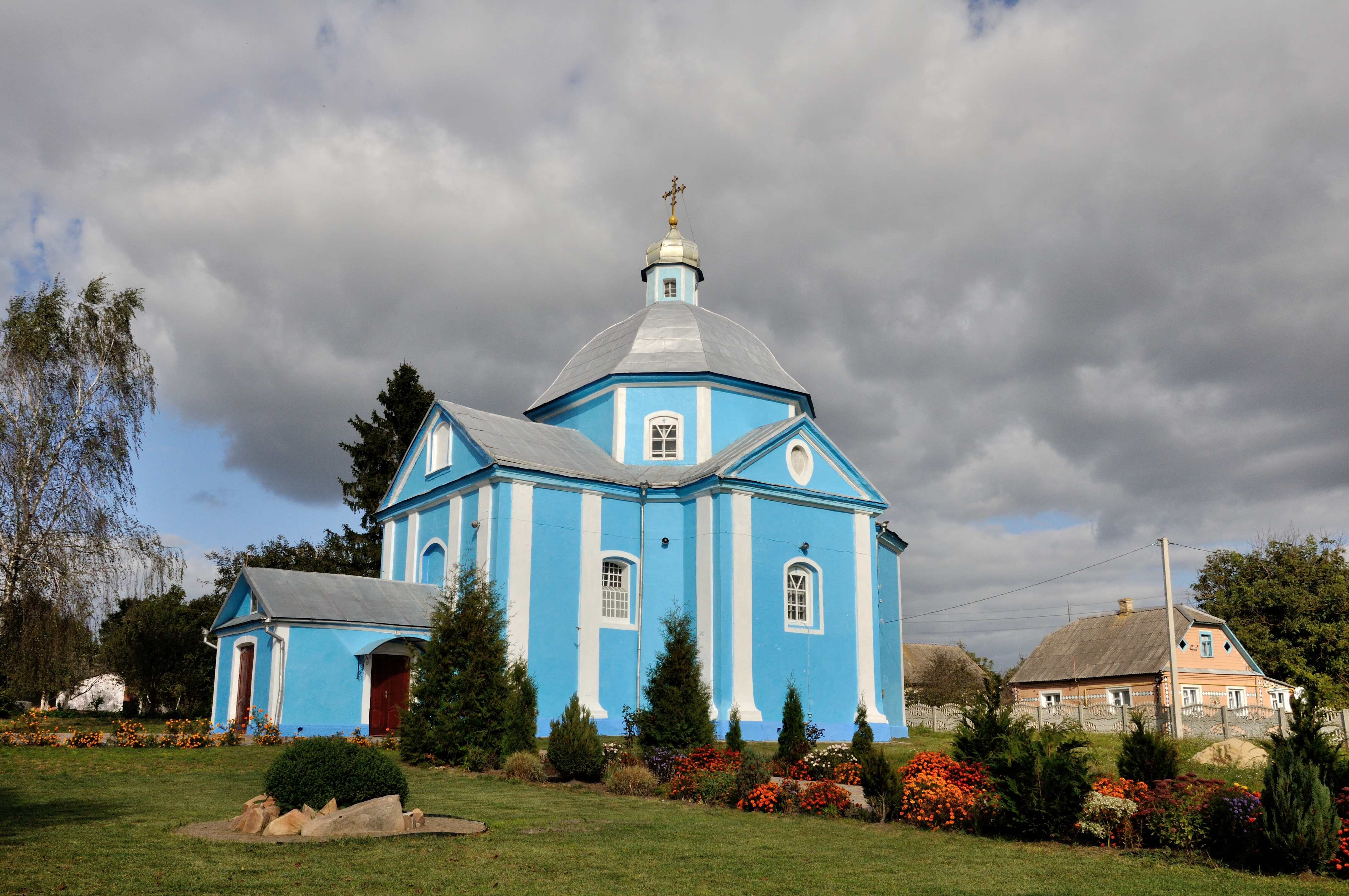
教堂

霍滕（烏克蘭語：Хотин），是烏克蘭西北部里夫内州里夫内区什帕尼夫市镇的村落。始建於1769年，面積0.49平方公里，海拔高度181米，2001年人口658，人口密度每平方公里1,342.9人。